# Cipriano de la Huerga
Fray Cipriano de la Huerga, O. Cist., religioso cisterciense nacido en Laguna de Negrillos (León) alrededor del 1509, y muerto en Alcalá de Henares (Madrid) en 1560, fue maestro de fray Luis de León en la Universidad de Alcalá. Tomó el hábito en 1527, en el monasterio de Nogales. Cursó estudios en Alcalá, a principios de la década de 1530.

## Biografía
Como es habitual, los primeros datos que tenemos sobre él son los de su toma de hábito en el monasterio de Santa María de Nogales. Parece que estudió en los colegios de la orden en Moreruela y Valparaíso, incluso cabe la posibilidad de que permaneciera una temporada en el convento de San Bernardo de Salamanca. Sus primeros estudios constarían, como era costumbre, de Gramática y Filosofía. A comienzos de los años treinta del XVI, lo encontramos ya en la universidad de Alcalá, aunque ignoramos cuando ingresó en ella. Tan solo nos ha llegado un documento notarial con el que se puede probar que siguió cuatro cursos de Artes en la dicha universidad alcalaína entre 1531 y 1535, así como otros cuatro de Teología entre 1535 y 1539. Tras unos años en los que no sabemos nada de él, lo encontramos en 1545 como abad del monasterio de Santa María de Nogales, en el que había profesado. Permaneció en dicho cargo hasta 1548, año en el que probablemente viajó a Lovaina a estudiar griego y lenguas semíticas. En 1549, volvió a Alcalá como lector de Teología en el colegio de la orden y obtuvo permiso para imprimir su Comentario al Salmo CXXX en Lovaina. Entre 1550 y 1551, impartió clases en Alcalá como paso previo a su doctorado (para obtener el grado era preciso haber dado clase durante un año como mínimo). Al tiempo, fue nombrado rector del Colegio de San Bernardo en la misma universidad. En 1551 obtuvo sus títulos por la universidad de Sigüenza.
El hecho de que una persona de la valía del autor que nos ocupa tuviera que recurrir a universidad de tan poco fuste y de tan mala fama, como era la de Sigüenza, no se explica en este caso por el medio habitual: ser de sangre conversa, lo que le incapacitaría para obtener grado alguno, salvo en centros como el seguntino que los otorgaban, con muy pocos escrúpulos por otra parte, a cambio de dinero. En el caso del autor que nos ocupa, la prueba de limpieza de sangre había sido realizada para entrar en la orden, por lo que no había lugar a una nueva. El motivo para recurrir a Sigüenza fue, probablemente, la falta de años de Teología (se exigían diez y él solo podía acreditar cuatro) para conseguir la licenciatura en Alcalá.
De esta manera, accedió a la cátedra de Biblia de la Complutense. De su calidad como profesor habla por sí solo el elogio que García Matamoros le dedicó al año siguiente (Elogio en honor de Cipriano de la Huerga, impreso en casa de Arnao Guillén de Brocar). En este mismo año, nos consta su parecer contrario al envío de esclavos negros a las colonias americanas. Más adelante, fue comisionado de nuevo para responder a consultas regias. Su fama le llevó a ser elegido para pronunciar un sermón ante la universidad con motivo de la proclamación de Felipe II en 1556. Durante el curso 1556 / 57, Fray Luis de León oyó la Sagrada Escritura en el aula de Fray Cipriano, del que poseerá varios libros. En 1559 firmó la dedicatoria de su Comentario al profeta Nahúm. Probablemente, los lamentables, y para nosotros ya irreparables, hechos de ese año (la prohibición de estudiar en universidades extranjeras, los autos de fe de Valladolid y Sevilla en los que son quemados eminentes humanistas junto con personas de religiosidad no ortodoxa, el vergonzoso proceso contra el arzobispo Carranza...) arrastraron consigo al escriturista leonés al que reencontramos sumido en la enfermedad en vísperas de Navidad. Probablemente sospechaba la tormenta que había de desatarse poco después sobre los, como él, estudiosos de la Biblia hebrea. No obstante, no había de vivir para verlo: gravemente enfermo, fue de nuevo elegido catedrático de Sagrada Escritura en 1560, de la que llegará a tomar posesión, aunque murió un mes después, el cuatro de febrero de 1560. El mismo año, el capítulo general de la orden decidió la impresión de sus obras in publicam Ecclesiae utilitatem.
La obra de fray Cipriano de la Huerga es de esas que han corrido cartapacios y bibliotecas y que han llegado a nuestros días en un estado que sabemos fragmentario, con el agravante de no sernos posible saber si todos los títulos que se le suponen perdidos lo son en realidad o si proceden de errores de catalogadores antiguos. Así, en 1613, fecha del primer inventario de sus obras, éstas ocupaban nueve cartapacios en los que se encontraban obras impresas junto con otras que no se publicaron. Dichos cartapacios, de los que no tenemos constancia, puede que fueran destruidos o guardados con tanto celo, que no los hallamos podido encontrar. Semejante destino parecen haber corrido dos manuscritos que, al parecer, se encontraban en la biblioteca del Colegio Cisterciense de Salamanca (los Comentarios a la segunda carta de San Pablo a Timoteo y el Tratado sobre teoría de la música y empleo de los instrumentos entre los antiguos hebreos (De ratione musicae et instrumentorum usu apud veteres hebraeos), con cuya pérdida lamentamos hoy una fuente importantísima de contraste con todos aquellos tratados que, como los de Francisco de Salinas o Fray Juan Bermudo, analizan el fenómeno musical desde la tradición neoplatónica, bien que conformada con la de la Iglesia.
Asimismo se han perdido el De Opificio Mundi (comentarios a la creación del mundo en tres libros), In Divi Ioannis Apocalipsim (que había prohibido la Inquisición) y los In Divi Pauli epistola ad Ephesios et ad Hebreos commentaria. Otras son: Isagoge in totam Divinam Scripturam (introducción general a la Biblia), De Symbolis mosaicis', In librum Psalmorum isagoge quinque longissimis tractatibus contenta, In priores octo Psalmos et in Psalmum 22 et in Psalmum 44 et in Psalmum 51 conceptus cum triplici textus translatione iuxta veritatem Hebraicam (estos dos libros eran una introducción general al Libro de los Salmos el primero, y un comentario y una triple traducción según el texto hebreo de varios de ellos, el segundo). Sin duda fue el hecho de basarse en la Biblia hebrea lo que provocó que estos libros fueran prohibidos. Además de estas dos obras, los salmos fueron objeto de especial atención por parte de Cipriano de la Huerga, que publicó, aunque no nos hayan llegado, comentarios a los salmos VII, LI, LXVI, LXXXI y CIX. Tampoco hemos conservado los comentarios a los cuatro libros de Isaías, a las Lamentaciones de Jeremías, al Evangelio de San Mateo y a fragmentos del de San Juan, a la Epístola de San Pablo a los Efesios (no olvidemos que la preferencia de los erasmistas por el apóstol de los gentiles hacía también sospechoso su comentario dentro del auténtico histerismo que se desató en la persecución de la heterodoxia) y, finalmente, su In Epistolam ad Hebreos commentaria.
Aparte de tal cantidad de obras perdidas, sí conservamos su Commentarius in Psalmum CXXX, publicado en Lovaina en sus años juveniles; Parecer del Maestro fray Cipriano sobre el asiento y capitulaciones que su Majestad hizo con Fernando Ochoa sobre la conducción de esclavos a las Indias (manuscrito del Archivo de Simancas fechado en 1553); Carta a Don Antonio de Ochoa, ayo del Príncipe don Carlos (manuscrito del archivo privado de la casa ducal de Cadaval fechado en 1554; otro ejemplar en la Biblioteca de la Real Academia de la Historia. Se trata de una autodefensa contra acusaciones que le levantaron por vivir con lujo y comodidades; Comentarius in Psalmum XXXVIII (1555); Sermón [....] el día que se levantaron los pendones, por el rey Phillippe, nuestro señor (1556 ); Carta [...] a la duquesa de Francavilla sobre la muerte del conde de Cifuentes, su hermano (1556, esta obra se conserva manuscrita en la biblioteca del Instituto de Valencia de Don Juan); Commentaria in propheta Nahum (1561) y Commentaria in Librum Beati Iob et in Cantica Canticorum Salomonis regis (1582). Como puede verse, a pesar de su importancia, lo que queda de su obra apenas nos permite vislumbrar parte de lo que fue la obra de uno de los mayores escrituristas que haya producido España.

## Obras
- In Psalmum CXXX (Lovaina, 1549; Alcalá, 1555).
- In Psalmum XXXVIII (Alcalá, 1555).
- Sermón del Maestro Fray Cipriano delante del Rector y Universidad de Alcalá el día que se levantaron los pendones por el rey don Philippe nuestro señor (Alcalá, 1555).
- Commentaria in Prophetam Nahum (Lyon: Guillaume Rouillé, 1561)
- In Librum Beati Iob.
- In Cantica canticorum.
- De opificio mundi (manuscrito).
- De symbolis mosaicis (manuscrito).
- De ratione musicae et instrumentorum apud veteres hebraeos (manuscrito).